# 新桥爱吾庐
新桥爱吾庐，又称新桥五凤楼、米船楼、老屋里、五透里等，是一处位于中国浙江省台州市路桥区新桥镇新桥村的文物保护单位，是一座建于晚清的四合院式楼房，共五井十五堂二层，具有鲜明的江南风格，布局结构、建筑工艺等方面都非常精湛，且至今仍保持原貌，具有较高的历史和艺术价值。同时也是台州规模最大的古房屋建筑。是浙江省文物保护单位。

## 历史
新桥镇位于路桥城区东南约10公里处，不仅是当地的工业重镇，在文化方面也比较知名。新桥旧称“新桥管”，原因是当地中心聚居着管姓家族。据《新桥管氏宗谱》记载，五凤楼始祖为管新函。其人口最多的一支分有三房，其中二房“汝”字辈中有个叫管蔚农的中了举人，在四川一个地方当县令，二房因此变得有钱有势，于是他们聚集而居。随着人口的增多，房屋大小也在不断地变化：从三进九明堂，到五进十五堂的大宅。该宅因此又被呼为“五透里”。从而，该屋舍成为封建时期民居建筑的经典性构架。后来这座大宅又住不下了，于是另择他处新建住宅，新的住宅便呼为“新屋里”，旧的五进十五堂住宅呼为“老屋里”。现在的新桥爱吾庐指的便是“老屋里”。
在当时的台州，“三进”、“四进”已经很少了，而“五进”在整个江南地区都很少见。在清朝道光廿二年（1842年），旁边还修建了东厢楼房。而据管氏家谱记载，“癸卯春改为楼”，即于道光廿三年改名为楼。

## 建筑构造
爱吾庐，意为“爱我屋”。新桥爱吾庐始建于清朝乾隆年间，坐北朝南，总体布局呈长方形，东西长达51米，南北纵深99米。占地约4万平方米，屋舍共114间、1万多平方米，结构为穿斗式构梁和台梁式混合楼房结构，五井六幢十五堂，呈四合院式组合。天井、檐阶等由雕刻石板和条石砌筑而成。内设四檐构成的走廊，装有样式多样而又典雅的50多扇棂窗。屋脊和转角处通过五攒尖制作成五只凤凰，它们制作精巧，看起来想要向天空飞翔。屋门口存有抱鼓石。

## 文物价值及保护情况
该建筑群是中国江南地区的一种独具风格的民居群，规模大、布局巧、工艺精，且保存较为良好，是中国古代五凤楼建筑中最完美、最罕见的一处。新桥爱吾庐还是台州规模最大的古房屋建筑。
1997年，台州市与路桥区文管会联合进行文物普查时，发现了这一建筑群。是年6月22日，《中国文物报》上发表文章《台州发现五凤楼古建筑群》，新桥爱吾庐从此为人所知。2005年3月22日，新桥爱吾庐被浙江省人民政府公布为第五批浙江省文物保护单位，为古建筑。
由于建筑年久失修，新桥爱吾庐有较为严重的损坏，倒塌房屋约20间，占地约300多平方米。2003年，当地政府拨款对其进行第一次整修。2010年5月，路桥区发展和改革局同意新桥镇人民政府第二次修缮新桥爱吾庐，修缮建筑面积4368平方米，主要包括屋面、墙面、梁架、门窗等的维修以及地面、环境整治等。修缮工程分两期实施，一期于2010年实施，投资290万元；二期于2019年启动招标。总投资680万元，其中省内补助80万元，路桥区财政拨款174万元，剩余426万自筹。11月，浙江省财政厅、浙江省文化厅、浙江省文物局联合发文，下达2010年省级文物保护专项补助经费，新桥爱吾庐修缮项目获得经费80万元。2010年12月启动修缮工程之后，2011年11月，一期修缮工程完工。